# William Emanuël Juglall
William Emanuël Juglall (district Nickerie, 15 mei 1899 – 20 juni 1980) was een Surinaams politicus.

## Onderwijs
Hij volgde een onderwijzersopleiding in Suriname waarna een carrière in het onderwijs volgde. Hij was in 1918 de eerste gediplomeerde Hindoestaanse onderwijzer in dienst van de Evangelische Broedergemeente Suriname (EBGS). In januari 1929 kwam hij samen met 5 andere onderwijzers (waaronder C.R. Biswamitre) per boot in Amsterdam aan. Juglall had als hoofd van een broederschool verlof gekregen om naar Nederland te gaan waar hij eind augustus slaagde voor het examen hoofdakte. In september keerde hij weer terug naar Suriname waar hij naast schoolhoofd ook directeur werd van de opleidingsschool van de EBG voor fröbelkrachten (de kleuterschool heette toen fröbelschool).

## Politiek
Juglall werd lid van de in 1943 opgerichte politieke organisatie Unie Suriname en in 1946 behoorde hij tot het eerste bestuur van de Nationale Partij Suriname (NPS). In 1949 volgde in Suriname de eerste algemene verkiezingen waarbij de NPS een meerderheid behaalde in de Staten van Suriname. Spanningen binnen de NPS leidde tot het ontslag van de landsminister Lou Lichtveld en om vervroegde verkiezingen af te dwingen deed het NPS-statenlid Emile de la Fuente afstand van zijn zetel. Als gevolg hiervan waren er tussentijdse verkiezing op 9 oktober 1950 waarbij Juglall de kandidaat was namens de Nationale Partij Suriname (NPS). De vooral Creoolse NPS wilde met de kandidaatstelling van de Hindoestaanse Juglall aangeven dat het een multi-etnische partij is. Hij versloeg hierbij de onafhankelijke kandidaat Sophie Monkou-Redmond waarna nieuwe algemene verkiezingen werd afgedwongen die op 14 maart 1951 plaatsvonden. In april 1951 werd Juglall landsminister van Onderwijs en Volksontwikkeling en landsminister van Volksgezondheid in de regeringsraad/kabinet onder leiding van eerst Jacques Drielsma en vanaf 4 juni Jan Buiskool. Nadat Buiskool in 1952 ontslag had genomen werd de samenstelling van het kabinet herzien. Met deze wijziging werd Guno Kletter landsminister van Volksgezondheid terwijl Juglall landsminister van Onderwijs en Volksontwikkeling bleef. In april 1953 werd aan Kletter eervol ontslag verleend toen een vrouwelijke ondergeschikte hem beschuldigde van 'een vergrijp tegen de zeden'. Hierop kreeg Juglall zijn oude functie van landsminister van Volksgezondheid erbij wat tot 1955 zou voortduren.
Bij de verkiezingen van 1955 kreeg de NPS slechts 2 van de 21 zetels in de Staten waarmee een einde kwam aan het ministerschap van Juglall.
Na zijn pensionering kwam hij naar Nederland waarbij hij diverse functies had bij het kabinet van de gevolmachtigd minister van Suriname in Nederland. In 1965 werd hij als directeur van het bijkantoor van de gevolmachtigde minister in Amsterdam aangewezen als waarnemend gevolmachtigde minister. Verder was hij ere-voorzitter van de Hindoestaans Christelijke Werkgroepen in Nederland. Juglall overleed in juni 1980 op 81-jarige leeftijd waarna de uitvaart plaatsvond op de Amsterdamse begraafplaats Zorgvlied.

## Publicaties
In 1963 verscheen het boek Van Brits-Indisch emigrant tot burger van Suriname met daarin een hoofdstuk van Juglall onder de titel Het onderwijs aan nakomelingen van Brits-Indische immigranten in Suriname. Dit boek, onder redactie van Evert Azimullah (van 1994 tot 2001 de ambassadeur van Suriname in Nederland), werd uitgegeven ter gelegenheid van het feit dat 90 jaar eerder de eerste Hindoestanen uit het toenmalige Brits-Indië in Suriname aankwamen. Eerder had Juglall al geschreven Een Britsch-Indische school te Paramaribo.